# Sindaci di Bari
Di seguito l'elenco cronologico dei sindaci di Bari e delle altre figure apicali equivalenti che si sono succedute nel corso della storia.

## Regno d'Italia (1861-1946)
| Periodo           | Periodo           | Primo cittadino       | Partito                      | Carica                    | Note |
| ----------------- | ----------------- | --------------------- | ---------------------------- | ------------------------- | ---- |
| 29 settembre 1860 | 30 novembre 1861  | Nicola de Gemmis      |                              | sindaco                   |      |
| 1º dicembre 1861  | 23 settembre 1863 | Giosuè Mundo          |                              | sindaco                   |      |
| 1º maggio 1864    | 21 luglio 1864    | Michele Michaeli      |                              | delegato str.             |      |
| 20 novembre 1864  | 24 settembre 1871 | Giuseppe Capriati     |                              | sindaco                   |      |
| 25 luglio 1872    | 22 novembre 1872  | Manfredi Gazzo        |                              | delegato str.             |      |
| 30 luglio 1873    | 18 ottobre 1873   | Giuseppe Capriati     |                              | sindaco                   |      |
| 18 ottobre 1873   | 20 gennaio 1874   | Angelo Tasca          |                              | delegato str.             |      |
| 7 marzo 1874      | 20 settembre 1877 | Sebastiano Carrassi   |                              | sindaco                   |      |
| 1º maggio 1880    | 10 ottobre 1881   | Gian Domenico Petroni |                              | sindaco                   |      |
| 7 luglio 1882     | 11 ottobre 1882   | Carlo Astengo         |                              | delegato str.             |      |
| 2 ottobre 1884    | 23 ottobre 1885   | Giuseppe Signorile    |                              | sindaco                   |      |
| 19 ottobre 1887   | 31 marzo 1890     | Giuseppe Capruzzi     |                              | sindaco                   |      |
| 8 aprile 1890     | 19 agosto 1890    | Carlo Infante         |                              | sindaco                   |      |
| 25 settembre 1890 | 12 novembre 1892  | Giuseppe Bottalico    |                              | sindaco                   |      |
| 12 novembre 1892  | 11 maggio 1893    | Pietro Serafini       |                              | Commissario regio         |      |
| 11 maggio 1893    | 1º agosto 1894    | Giuseppe Bottalico    |                              | sindaco                   |      |
| 20 ottobre 1894   | 24 maggio 1898    | Giuseppe Re David     |                              | sindaco                   |      |
| 2 giugno 1898     | 26 novembre 1898  | Giuseppe Colucci      |                              | Commissario regio         |      |
| 26 novembre 1898  | 13 luglio 1901    | Giuseppe Capruzzi     |                              | sindaco                   |      |
| 13 luglio 1901    | 23 gennaio 1902   | Tito Carnevali        |                              | Reale commissario         |      |
| 23 gennaio 1902   | 27 agosto 1902    | Vito Nicola Di Tullio |                              | sindaco                   |      |
| 18 settembre 1902 | 21 marzo 1904     | Giuseppe Signorile    |                              | sindaco                   |      |
| 21 marzo 1904     | 8 agosto 1904     | Giuseppe Re David     |                              | sindaco                   |      |
| 29 agosto 1904    | 11 marzo 1905     | Angelo Pesce          |                              | Commissario regio         |      |
| 11 marzo 1905     | 11 maggio 1907    | Paolo Lembo           | Liberal-Democratico          | sindaco                   |      |
| 11 maggio 1907    | 4 maggio 1908     | Luigi Milella         |                              | sindaco                   |      |
| 24 luglio 1908    | 29 aprile 1909    | Domenico Mandragora   |                              | sindaco                   |      |
| 12 novembre 1909  | 31 maggio 1910    | Giuseppe Capaldi      |                              | sindaco                   |      |
| 31 maggio 1910    | 11 luglio 1910    | Michele Spirito       |                              | Commissario regio         |      |
| 11 luglio 1910    | 25 marzo 1912     | Giuseppe Capruzzi     |                              | sindaco                   |      |
| 13 aprile 1912    | 30 dicembre 1913  | Sabino Fiorese        | Lembiano                     | sindaco                   |      |
| 30 dicembre 1913  | 16 luglio 1914    | Cesare Pasi           |                              | commissario regio         |      |
| luglio 1914       | settembre 1914    | Nicola Bavaro         |                              | sindaco                   |      |
| settembre 1914    | dicembre 1920     | Giuseppe Bottalico    |                              | sindaco                   |      |
| dicembre 1920     | 22 luglio 1923    | Raffaele Bovio        | Alleanza Democratica-Sociale | sindaco                   |      |
| 22 luglio 1923    | 23 luglio 1924    | Camillo De Fabritiis  |                              | commissario regio e pref. |      |
| 23 luglio 1924    | 7 ottobre 1925    | Ferdinando Nannetti   |                              | commissario pref.         |      |
| 7 ottobre 1925    | 24 dicembre 1926  | Gaetano Ferorelli     |                              | commissario pref.         |      |
| 24 dicembre 1926  | 11 luglio 1928    | Araldo di Crollalanza | Partito Nazionale Fascista   | podestà                   |      |
| 18 luglio 1928    | 13 aprile 1935    | Vincenzo Vella        |                              | commissario pref.         |      |
| 13 aprile 1935    | 10 aprile 1943    | Michele Viterbo       | Partito Nazionale Fascista   | podestà                   |      |
| 10 aprile 1943    | 20 luglio 1943    | Leonardo D'Addabbo    | Partito Nazionale Fascista   | podestà                   |      |
| 13 agosto 1943    | 4 ottobre 1943    | Giuseppe Luigi Nicoly |                              | commissario pref.         |      |
| 4 ottobre 1943    | 9 agosto 1944     | Pietro Capruzzi       |                              | commissario pref.         |      |
| 9 agosto 1944     | 9 luglio 1946     | Natale Lojacono       | Democrazia Cristiana         | sindaco                   |      |

## Repubblica Italiana (dal 1946)
| Sindaci eletti dal Consiglio comunale (1946-1995)    | Sindaci eletti dal Consiglio comunale (1946-1995) | Sindaci eletti dal Consiglio comunale (1946-1995) | Sindaci eletti dal Consiglio comunale (1946-1995) | Sindaci eletti dal Consiglio comunale (1946-1995) | Sindaci eletti dal Consiglio comunale (1946-1995) | Sindaci eletti dal Consiglio comunale (1946-1995) | Sindaci eletti dal Consiglio comunale (1946-1995) | Sindaci eletti dal Consiglio comunale (1946-1995) | Sindaci eletti dal Consiglio comunale (1946-1995) | Sindaci eletti dal Consiglio comunale (1946-1995) |
| Nominativo                                           | Nominativo                                        | Partito                                           | Partito                                           | Partito                                           | Partito                                           | Partito                                           | Partito                                           | Mandato                                           | Mandato                                           | Elezione                                          |
| Nominativo                                           | Nominativo                                        | Partito                                           | Partito                                           | Partito                                           | Partito                                           | Partito                                           | Partito                                           | Inizio                                            | Fine                                              | Elezione                                          |
| ---------------------------------------------------- | ------------------------------------------------- | ------------------------------------------------- | ------------------------------------------------- | ------------------------------------------------- | ------------------------------------------------- | ------------------------------------------------- | ------------------------------------------------- | ------------------------------------------------- | ------------------------------------------------- | ------------------------------------------------- |
|                                                      | Giuseppe Luigi Nicoly (Commissario prefettizio)   | –                                                 | –                                                 | –                                                 | –                                                 | –                                                 | –                                                 | 9 luglio 1946                                     | 21 dicembre 1946                                  | –                                                 |
|                                                      | Vito Antonio Di Cagno                             |                                                   | Democrazia Cristiana                              | Democrazia Cristiana                              | Democrazia Cristiana                              | Democrazia Cristiana                              | Democrazia Cristiana                              | 21 dicembre 1946                                  | 23 giugno 1952                                    | Elezione 1946                                     |
|                                                      | Francesco Chieco                                  |                                                   | Partito Nazionale Monarchico                      | Partito Nazionale Monarchico                      | Partito Nazionale Monarchico                      |                                                   | PNM - MSI                                         | 23 giugno 1952                                    | 14 luglio 1956                                    | Elezione 1952                                     |
|                                                      | Nicola Damiani                                    |                                                   | Democrazia Cristiana                              | Democrazia Cristiana                              | Democrazia Cristiana                              | Democrazia Cristiana                              | Democrazia Cristiana                              | 14 luglio 1956                                    | 28 marzo 1957                                     | Elezione 1956                                     |
|                                                      | Pasquale Del Prete (Commissario prefettizio)      | –                                                 | –                                                 | –                                                 | –                                                 | –                                                 | –                                                 | 13 maggio 1957                                    | 25 luglio 1959                                    | –                                                 |
|                                                      | Renato Dell'Andro                                 |                                                   | Democrazia Cristiana                              | Democrazia Cristiana                              | Democrazia Cristiana                              | Democrazia Cristiana                              | Democrazia Cristiana                              | 25 luglio 1959                                    | 14 dicembre 1959                                  | Elezione 1959                                     |
|                                                      | Giuseppe Papalia                                  |                                                   | Partito Socialista Italiano                       | Partito Socialista Italiano                       | Partito Socialista Italiano                       | Partito Socialista Italiano                       | Partito Socialista Italiano                       | 21 dicembre 1959                                  | 23 luglio 1960                                    | Elezione 1959                                     |
|                                                      | Renato Dell'Andro                                 |                                                   | Democrazia Cristiana                              | Democrazia Cristiana                              | Democrazia Cristiana                              | Democrazia Cristiana                              | Democrazia Cristiana                              | 1º agosto 1960                                    | 25 luglio 1961                                    | Elezione 1959                                     |
|                                                      | Pasquale Prestipino (Commissario prefettizio)     | –                                                 | –                                                 | –                                                 | –                                                 | –                                                 | –                                                 | 31 luglio 1961                                    | 5 settembre 1962                                  | –                                                 |
|                                                      | Vitantonio Lozupone                               |                                                   | Democrazia Cristiana                              | Democrazia Cristiana                              | Democrazia Cristiana                              | Democrazia Cristiana                              | Democrazia Cristiana                              | 5 settembre 1962                                  | 5 agosto 1964                                     | Elezione 1962                                     |
|                                                      | Gennaro Trisorio Liuzzi                           |                                                   | Democrazia Cristiana                              | Democrazia Cristiana                              | Democrazia Cristiana                              | Democrazia Cristiana                              | Democrazia Cristiana                              | 29 settembre 1964                                 | 1966                                              | Elezione 1962                                     |
| 1966                                                 | Gennaro Trisorio Liuzzi                           | 30 luglio 1970                                    | Democrazia Cristiana                              | Democrazia Cristiana                              | Democrazia Cristiana                              | Democrazia Cristiana                              | Democrazia Cristiana                              | Elezione 1966                                     |                                                   |                                                   |
|                                                      | Antonio Laforgia                                  |                                                   | Democrazia Cristiana                              | Democrazia Cristiana                              | Democrazia Cristiana                              | Democrazia Cristiana                              | Democrazia Cristiana                              | Elezione 1966                                     | 14 ottobre 1970                                   | 23 gennaio 1971                                   |
|                                                      | Paolo Forte (Commissario prefettizio)             | –                                                 | –                                                 | –                                                 | –                                                 | –                                                 | –                                                 | 23 gennaio 1971                                   | 4 ottobre 1971                                    | –                                                 |
|                                                      | Nicola Vernola                                    |                                                   | Democrazia Cristiana                              | Democrazia Cristiana                              | Democrazia Cristiana                              | Democrazia Cristiana                              | Democrazia Cristiana                              | 4 ottobre 1971                                    | 8 maggio 1976                                     | Elezione 1971                                     |
|                                                      | Nicola Lamaddalena                                |                                                   | Democrazia Cristiana                              | Democrazia Cristiana                              | Democrazia Cristiana                              | Democrazia Cristiana                              | Democrazia Cristiana                              | 12 ottobre 1976                                   | 27 luglio 1978                                    | Elezione 1976                                     |
|                                                      | Luigi Farace                                      |                                                   | Democrazia Cristiana                              | Democrazia Cristiana                              | Democrazia Cristiana                              | Democrazia Cristiana                              | Democrazia Cristiana                              | 28 luglio 1978                                    | 27 settembre 1981                                 | Elezione 1976                                     |
|                                                      | Francesco De Lucia                                |                                                   | Partito Socialista Italiano                       | Partito Socialista Italiano                       | Partito Socialista Italiano                       | Partito Socialista Italiano                       | Partito Socialista Italiano                       | 28 settembre 1981                                 | 12 maggio 1985                                    | Elezione 1981                                     |
| 12 maggio 1985                                       | Francesco De Lucia                                | 21 marzo 1990                                     | Partito Socialista Italiano                       | Partito Socialista Italiano                       | Partito Socialista Italiano                       | Partito Socialista Italiano                       | Partito Socialista Italiano                       | Elezione 1985                                     |                                                   |                                                   |
|                                                      | Enrico Dalfino                                    |                                                   | Democrazia Cristiana                              | Democrazia Cristiana                              | Democrazia Cristiana                              | Democrazia Cristiana                              | Democrazia Cristiana                              | 11 agosto 1990                                    | 28 dicembre 1991                                  | Elezione 1990                                     |
|                                                      | Daniela Mazzucca                                  |                                                   | Partito Socialista Italiano                       | Partito Socialista Italiano                       | Partito Socialista Italiano                       | Partito Socialista Italiano                       | Partito Socialista Italiano                       | 13 gennaio 1992                                   | 30 novembre 1992                                  | Elezione 1990                                     |
|                                                      | Pietro Laforgia                                   |                                                   | Partito Democratico della Sinistra                | Partito Democratico della Sinistra                | Partito Democratico della Sinistra                | Partito Democratico della Sinistra                | Partito Democratico della Sinistra                | 28 gennaio 1993                                   | 6 settembre 1993                                  | Elezione 1990                                     |
|                                                      | Michele Buquicchio                                |                                                   | Democrazia Cristiana                              | Democrazia Cristiana                              | Democrazia Cristiana                              | Democrazia Cristiana                              | Democrazia Cristiana                              | 3 novembre 1993                                   | 6 giugno 1994                                     | Elezione 1990                                     |
|                                                      | Giuseppe Cisternino (Commissario prefettizio)     | –                                                 | –                                                 | –                                                 | –                                                 | –                                                 | –                                                 | 17 giugno 1994                                    | 11 luglio 1994                                    | –                                                 |
|                                                      | Giovanni Memola                                   |                                                   | Partito Socialista Italiano                       | Partito Socialista Italiano                       | Partito Socialista Italiano                       | Partito Socialista Italiano                       | Partito Socialista Italiano                       | 15 novembre 1994                                  | 29 marzo 1995                                     | –                                                 |
| Sindaci eletti direttamente dai cittadini (dal 1995) |                                                   |                                                   |                                                   |                                                   |                                                   |                                                   |                                                   |                                                   |                                                   |                                                   |
| Nominativo                                           | Nominativo                                        | Partito                                           | Partito                                           | Partito                                           | Partito                                           | Coalizione                                        | Coalizione                                        | Mandato                                           | Mandato                                           | Elezione                                          |
| Nominativo                                           | Nominativo                                        | Partito                                           | Partito                                           | Partito                                           | Partito                                           | Coalizione                                        | Coalizione                                        | Inizio                                            | Fine                                              | Elezione                                          |
|                                                      | Simeone Di Cagno Abbrescia                        |                                                   | Forza Italia                                      | Forza Italia                                      | Forza Italia                                      |                                                   | FI-AN-CCD-CDU-L. civiche                          | 4 luglio 1995                                     | 13 giugno 1999                                    | Elezione 1995                                     |
|                                                      | Simeone Di Cagno Abbrescia                        | FI-AN-CCD-CDU-Liberal Sgarbi                      | Forza Italia                                      | Forza Italia                                      | Forza Italia                                      | 13 giugno 1999                                    | 3 luglio 2004                                     | Elezione 1999                                     |                                                   |                                                   |
|                                                      | Michele Emiliano                                  |                                                   | Democratici di Sinistra                           | Democratici di Sinistra                           | Democratici di Sinistra                           |                                                   | DS-DL-UDEUR-PRC-SDI-L. civiche                    | 3 luglio 2004                                     | 22 giugno 2009                                    | Elezione 2004                                     |
|                                                      | Michele Emiliano                                  | Partito Democratico                               | Partito Democratico                               | Partito Democratico                               |                                                   | PD-SEL-IdV-L. civiche                             | 22 giugno 2009                                    | 23 giugno 2014                                    | Elezione 2009                                     |                                                   |
|                                                      | Antonio Decaro                                    |                                                   | Partito Democratico                               | Partito Democratico                               | Partito Democratico                               |                                                   | PD-CD-SEL-L. civiche                              | 23 giugno 2014                                    | 27 maggio 2019                                    | Elezione 2014                                     |
|                                                      | Antonio Decaro                                    | PD-Art1-SI-PP-L. civiche                          | Partito Democratico                               | Partito Democratico                               | Partito Democratico                               | 27 maggio 2019                                    | 9 luglio 2024                                     | Elezione 2019                                     |                                                   |                                                   |
|                                                      | Vito Leccese                                      |                                                   | Partito Democratico                               | Partito Democratico                               | Partito Democratico                               |                                                   | PD-Con-L. civiche                                 | 9 luglio 2024                                     | in carica                                         | Elezione 2024                                     |